# Jeu de paume de la Moquerie
Pour les articles homonymes, voir Jeu de paume (homonymie).
Le Jeu de paume de la Moquerie est un jeu de paume situé à Tours, aux 327 rue de la Mocquerie et 14 rue Voltaire. Le monument fait l’objet d’une inscription au titre des monuments historiques depuis 1946.

## Historique

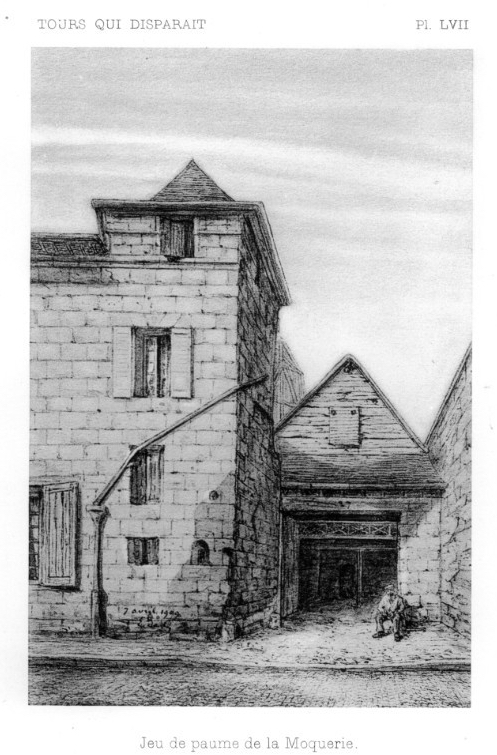
Le Jeu de paume de la Moquerie, estampe par Édouard Gatian de Clérambault.

Des présentations de pièces de théâtre, ou moqueries, y sont données. Molière y aurait donné des représentations.
Il devient la propriété de Gilles Baudichon en 1725, puis de François-Gilles Véron en 1761.